# Cem Karaca

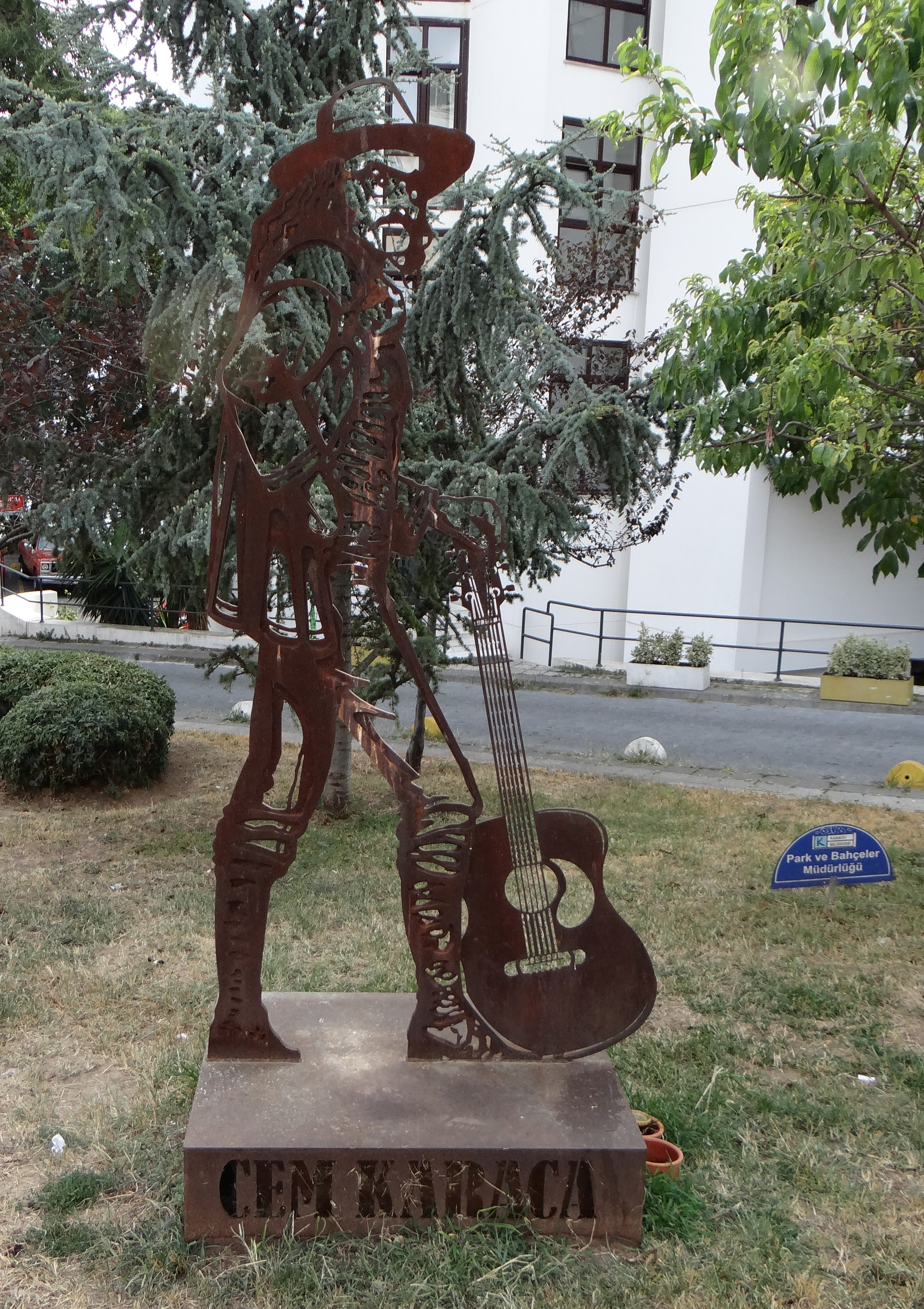
Cem Karaca Statue im İstanbuler Stadtteil Kadıköy-Moda

Cem Karaca (* 5. April 1945 im Istanbuler Stadtteil Bakırköy; † 8. Februar 2004 in Istanbul) war ein türkischer Rockmusiker und ein Vertreter der Anadolu-Rock-Bewegung. Ab den 1980er Jahren gehörte er auch zu den Vertretern der Protest Müzik.

## Leben und Karriere
Cem Karaca war der einzige Sohn von İrma Felegyan (Künstlername: Toto Karaca), einer Theater- und Filmschauspielerin armenischer Abstammung, und des Aserbaidschaners Mehmet İbrahim Karaca. Nachdem er zunächst in Coverbands gespielt hatte, gründete er 1967 seine erste türkischsprachige Band Apaşlar. 1972 wurde er Mitglied der Gruppe Moğollar. Nachdem sich Moğollar aufgelöst hatte, gründete er Dervişan.
Im Spätsommer 1978 wurde ihm in der Türkei vorgeworfen, mit seinen Liedern die Bevölkerung gegen die Regierung aufzuwiegeln. Schon 1979, d. h. vor dem Militärputsch 1980 von General Kenan Evren, wurde ein Haftbefehl gegen ihn erlassen mit der Begründung, Lieder des damals in der Türkei verbotenen „Kommunisten Nâzım Hikmet“ veröffentlicht zu haben. Dafür wurden ihm 350 Jahre Gefängnis angedroht; schließlich wurde er allerdings erst 1983 inoffiziell ausgebürgert. Schon zuvor, 1979, begab sich Karaca deshalb ins deutsche Exil, nach Köln. So sang er auch in deutscher Sprache, erstmals im Herbst 1980 ein Gedicht von Nâzım Hikmet: Kız Çocuğu (Titel in Sie haben Angst vor unseren Liedern: Kleines Totes Mädchen): Karaca interpretierte die deutschsprachigen Strophen am Konzertflügel solo im Wechsel mit seinem Freund, Booker, Manager, Arrangeur, Produzenten und Bandleader/Pianisten/Bassisten/Schlagzeuger/Gitarristen und Keyboarder Ralf Mähnhöfer, der, im Duett am Konzertflügel oder Trio mit den Gitarristen Fehiman Uğurdemir oder Paul Shigihara oder von der Band Anatology mit Ira Coleman E-Bass, Ismail Tarlan oder Meftun Yesilbas am Schlagzeug begleitet, die türkische Version des Liedes sang. Bei der britischen Konzerttournee im Jahr 1982 tauschte Paul Shigihara wegen seiner Proben und Konzerte mit der WDR Bigband den Platz an der Gitarre mit Alexander Sputh.
In Bezug auf seine Arbeit im deutschen Exil ist sein 1984 erschienenes deutschsprachiges Album Die Kanaken, mit Fehiman Uğurdemir (Gitarre), Betin Güneş (Keyboard), Ismail Tarlan(Schlagzeug) und dem Elektrobassisten Emanuel Stanley bemerkenswert, in dem er mit Liedern wie Mein Deutscher Freund oder Es kamen Menschen an vor allem die Situation der türkischen Gastarbeiter und Immigranten in Deutschland thematisierte. Ebenso zu nennen ist die Filmmusik, die er ein Jahr zuvor zusammen mit Ralf Mähnhöfer, der in den Münchener Musikaufnahmestudios der BAVARIA SONOR auch alle Musikinstrumente einspielte, für die im deutschen Fernsehen ausgestrahlte WDR-Fernsehserie Unsere Nachbarn, die Baltas schrieb. Ferdi Tayfur schrieb hierzu die Titelmelodie.
Ein wichtiges Zeitdokument über seine Zeit und Wirken in Europa, besonders im deutschsprachigen Raum ist das von dem türkischen Musikjournalisten Münir Tireli in türkischer Sprache verfasste Buch „Cem Karca ve Die Kanaken“ (übersetzt: Cem Karaca und Die Kanaken), in welchem mit viel Bildmaterial auch seine in Köln lebenden Musiker und ihre musikalischen Geschichte eindrucksvoll dokumentiert sind.
Erst 1987 wurde Cem Karaca vom damaligen türkischen Ministerpräsidenten Turgut Özal Amnestie gewährt, und so konnte er nach acht Jahren im deutschen Exil als freier Mann in seine türkische Heimat zurückkehren.
2004 erlag Cem Karaca 58-jährig einem Herzinfarkt.
Im Jahr 2006 kam das Album Mutlaka Yavrum heraus. Es wurde zu Ehren von Cem Karaca produziert. Darauf finden sich Lieder von Cem Karaca, die von anderen Musikern wie Haluk Levent, Teoman Yakupoğlu, Edip Akbayram und der Band maNga interpretiert wurden.
Im Jahr 2007 wurde im Stadtteil Bakırköy in Istanbul ein öffentliches Kulturzentrum (Theatersaal mit 460 Plätzen) eröffnet, das zu seinen Ehren den Namen Cem Karaca Kültür Merkezi trägt und wo in einer Vitrine einige dem Musiker gehörende Gegenstände ausgestellt sind.
Am 26. Januar 2024 startete in den türkischen Kinos der Film Cem Karaca'nın Gözyaşları, welcher das Leben des Musikers erzählt. Der Musiker wird von İsmail Hacıoğlu verkörpert, Regisseur ist Yüksel Aksu. Filmstart in Europa war der 8. Februar 2024.

## Diskografie

### Alben
- 1973: Kardaşlar / Apaşlar
- 1974: Apaşlar, Kardaşlar, Moğollar ve Ferdy Klein'a Teşekkürleriyle (mit Moğollar, Kardaşlar & Apaşlar)
- 1977: Yoksulluk Kader Olamaz (mit Dervişan)
- 1978: Safinaz (mit Edirdahan)
- 1980: Hasret
- 1982: Bekle Beni
- 1984: Die Kanaken
- 1987: Merhaba Gençler ve Her Zaman Genç Kalanlar
- 1988: Töre
- 1990: Yiyin Efendiler (mit Uğur Dikmen & Cahit Berkay)
- 1992: Nerde Kalmıştık? (mit Uğur Dikmen & Cahit Berkay)
- 1999: Bindik Bir Alamete...

### Kompilationen
| - 1975: Nem Kaldı - 1977: Parka (mit Dervişan) - 1991: Bu Son Olsun - 1992: 25. Yıl Özgürlük Resitali - 1994: Cemaz-Ül-Evvel - 1996: The Best of (Vol. 1) - 1997: The Best of (Vol. 2) - 2000: The Best of (Vol. 3) - 2001: The Best of (Vol. 4) - 2002: The Best of (Vol. 5) - 2005: Ölümsüzler - 2005: Ölümsüzler 2 - 2005: Ölümsüzler 3 - 2007: Püsküllü Moruk (mit Kardaşlar) | - Anadolu Efsaneleri (mit Moğollar & Edip Akbayram) - Anısına... - Anısına...2 - Anısına...3 - Bence Artık Sen De Herkes Gibisin - Bir Devrimdi - Cem Karaca Kardaşlar - Cem Karaca ve Apaşlar - Delikanlı Sevdası - Devrim Zamanı - Efsane Şarkılar - En İyileriyle - Haykırış - İhtarname - Klasikleri - Laila's Dream - Live In Istanbul 1973 (mit Moğollar) - Mutlaka Yavrum - Özel Koleksiyon, Vol. 2 - Resimdeki Gözyaşları - Unutamadığım - Unutulmayan Plaklar Arşiv, Vol. 1 (mit Moğollar) - Unutulmayanlar (Remix) (mit Sinan Kayabaşı) - Yayınlanmamış Kayıtlar - 1 - Cem Karaca - 1 Mayıs (mit Kardaşlar & Dervişan) - 1970'ten Bugüne Unutulmazlar - 2.2.1973 Ankara (mit Moğollar) |

### Soundtracks
- 2000: Kahpe Bizans (mit Ayşegül Aldinç & Mehmet Ali Erbil)

### Singles
| - 1967: Emrah / Karacaoğlan - 1967: Hudey / Vahşet / Bang Bang / Shakin' All Over - 1967: Hücum / Ayşen - 1967: Ümit Tarlaları / Anadolu Oyun Havası / Suya Giden Allı Gelin / Nasılda Geçtin? - 1968: İstanbul'u Dinliyorum / Oy Bana Bana - 1968: Oy Babo / Hikâye - 1968: İstanbul / Why - 1968: Tears / No , No , No - 1968: Resimdeki Gözyaşları - 1968: Karanlık Yollar - 1968: Şans Çocuğu - 1969: Ayrılık Günümüz / Gılgamış - 1969: Zeyno / Niksar - 1969: Bu Son Olsun / Felek Beni - 1970: Emmioğlu / O Leyli - 1970: Kendim Ettim Kendim Buldum / Erenler - 1970: Adsız / Unut Beni - 1970: Muhtar / Baba - 1970: Dadaloğlu / Kalender - 1971: Oy Gülüm Oy / Kara Sevda - 1971: Tatlı Dillim / Demedim mi? - 1971: Kara Yılan / Lümüne - 1971: Acı Doktor - 1971: Kara Üzüm / Mehmet'e Ağıt - 1972: Askaros Deresi / Üryan Geldim - 1973: Obur Dünya / El Çek Tabib - 1973: Gel Gel / Üzüm Kaldı - 1973: Hasan Kalesi - 1974: Namus Belası / Gurbet - 1974: Beyaz Atlı / Yiğitler - 1974: Gel Efendim Gel - 1974: Deniz Üstü Köpürür - 1975: Tamirci Çırağı / Nerdesin? - 1975: Mutlaka Yavrum / Kavga - 1975: Beni Siz Delirttiniz / Niyazi | - 1976: Parka / İhtarname - 1977: Mor Perşembe / Bir Mirasyediye Ağıt - 1977: 1 Mayıs / Durduramayacaklar Halkın Coşkun Akan Selini - 1978: Safinaz - 1979: Bu Biçim - 1980: Hasret / Alamanya - 1984: Mein Deutscher Freund/Arkadaşım Alman - 1984: Es kamen Menschen an/Gastarbeiter-İnsanlar Geldi/Misafir İşçi - 1985: Ceviz Ağacı - 1987: Almancılar - 1988: Töre - 1988: Sevda Kuşun Kanadında - 1989: Sen De Başını Alıp Gitme (mit Nil Burak) - 1990: Kahya Yahya - 1990: Mavi Liman / Çok Yorgunum - 1991: Kirlenmiş Çığlık - 1991: Sahibi Geldi - 1992: Raptiye Rap Rap - 1992: Islak Islak - 1992: Niyazi Köfteler - 1992: Bu Biçim - 1993: Dadaloğlu - 1993: Uzun İnce Bir Yoldayım (mit Barış Manço) - 1997: Tamirci Çırağı - 1997: Resimdeki Gözyaşı - 1999: Bindik Bir Alamete - 2000: Dost Hakkı - 2000: Aşk-ı İlahi - 2000: Meydan Bu Meydan - 2000: Ülkem Benim - 2002: Ben Sana Mecburum (mit İbrahim Sadri) - 2004: Hayvan Terli - 2004: Göç Yolları - 2004: Hayat Ne Garip (mit Mahsun Kırmızıgül) |